# ذم نمر

تعديل مصدري - تعديل

ذم نمر هي إحدى قرى عزلة سرار بمديرية سرار التابعة لمحافظة أبين، بلغ تعداد سكانها 36 نسمة حسب تعداد اليمن لعام 2004.